# Ypreville-Biville
Ypreville-Biville är en kommun i departementet Seine-Maritime i regionen Normandie i norra Frankrike. Kommunen ligger i kantonen Valmont som tillhör arrondissementet Le Havre. År 2022 hade Ypreville-Biville 544 invånare.

## Befolkningsutveckling
Antalet invånare i kommunen Ypreville-Biville
| Referens: INSEE |